# عبد الله ساعف
عبد الله ساعف (مواليد 19 سبتمبر 1949) سياسي وأكاديمي مغربي شغل منصب وزير التربية والتعليم بين عامي 2000 و2002. قام بالتدريس في جامعات مختلفة بالمغرب وهو أستاذ بكلية الحكامة والعلوم الاقتصادية والاجتماعية بجامعة محمد السادس متعددة التخصصات التقنية، وأستاذ فخري للعلوم السياسية بجامعة محمد الخامس ومدير مركز الدراسات والأبحاث في العلوم الاجتماعية.

## مسيرته

### النشأة والتعليم
ولد ساعف بالقنيطرة يوم 19 سبتمبر 1949. تخرج من جامعة باريس الثانية ومن جامعة الرباط (جامعة محمد الخامس اليوم)، وحصل على الإجازة في الحقوق. أكمل دراسة الدكتوراه في القانون العام عام 1978.

### المسار المهني
بعد تخرجه قام ساعف بالتدريس في جامعات مختلفة وشغل عدة مناصب إدارية أكاديمية. انضم إلى الحزب اليساري، منظمة العمل الديمقراطي الشعبي، الذي تأسس عام 1983. وكان جزءا من الاتحاد الاشتراكي للقوات الشعبية. وفي عام 1998، تم تعيينه وزيرا منتدبا مكلفا بالتعليم الثانوي والتقني حتى عام 2000. وفي عام 2000 تم تعيينه وزيراً للتعليم وظل في منصبه حتى عام 2002. وشغل هذه المناصب في الحكومة التي رأسها الوزير الأول عبد الرحمن اليوسفي.
في عام 2011، مباشرة بعد الأحداث التي شهدتها الدول العربية والمعروفة باسم الربيع العربي، تم انتخاب ساعف عضوا في اللجنة التي قامت بصياغة مراجعات الدستور المغربي. وهو مؤسس الجمعية المغربية للعلوم السياسية. عمل عضوا بهيئة التدريس بجامعة محمد السادس متعددة التخصصات التقنية وأستاذا فخريا للعلوم السياسية بجامعة محمد الخامس. وهو أيضًا مدير مركز الدراسات والأبحاث في العلوم الاجتماعية.

### أعماله
له عدة كتب بالعربية والفرنسية، إضافة إلى نشره مجموعة من المقالات بعدة صحف ومجلات. ومن بين مؤلفاته:
- كتابات ماركسية حول المغرب (1985)
- صور سياسية من المغرب (1987)
- المعرفة والسياسة (1990)
- حوليات سنوات الجزر (1992)
- حكاية أنه ما (1994)
- التطلع إلى الدولة الحديثة (1999)
- الانتقال الديمقراطي (3 أجزاء)
- الدعـوة ج. 1، 2000
- إصلاح نظام التربية والتعليم (2001)

بالإضافة إلى منشوراته في العلوم السياسية، نشر ساعف كتبا عن رحلاته اليومية بالحافلة في الرباط. الأول كان (Carnets de bus) الذي نشره سنة 1999، والثاني فقد تمت ترجمته إلى اللغة الإنجليزية تحت عنوان (A Significant Year) في 2021.